# Photonectes leucospilus
Photonectes leucospilus är en fiskart som beskrevs av Regan och Trewavas, 1930. Photonectes leucospilus ingår i släktet Photonectes och familjen Stomiidae. Inga underarter finns listade i Catalogue of Life.